# Grassobbio
Grassobbio est une commune italienne d'environ 6 300 habitants située dans la province de Bergame, dans la région Lombardie, dans le Nord de l'Italie.

## Administration
| Période                                  | Période | Identité | Étiquette | Qualité |
| ---------------------------------------- | ------- | -------- | --------- | ------- |
|                                          |         |          |           |         |
| Les données manquantes sont à compléter. |         |          |           |         |

### Communes limitrophes
Cavernago, Orio al Serio, Seriate, Zanica